# Pitkin County
Pitkin County är ett administrativt område i delstaten Colorado, USA, med 14 914 invånare. Den administrativa huvudorten (county seat) är Aspen. 

## Geografi
Enligt United States Census Bureau har countyt en total area på 2 521 km². 2 513 km² av den arean är land och 7 km² är vatten.

### Angränsande countyn
- Eagle County, Colorado - nordöst
- Lake County, Colorado - öst
- Chaffee County, Colorado - sydöst
- Gunnison County, Colorado - syd
- Mesa County, Colorado - öst
- Garfield County, Colorado - nordväst

### Orter
- Aspen (huvudort)
- Basalt (delvis i Eagle County)
- Norrie
- Redstone
- Snowmass Village
- Woody Creek